# Ámbráscetfélék
Az ámbráscetfélék (Physeteridae) az emlősök (Mammalia) osztályának párosujjú patások (Artiodactyla) rendjébe, ezen belül a cetek (Cetacea) alrendágába tartozó család.
A családba 1 recens faj tartozik.

## Rendszerezés
A családba az alábbi 1 élő nem és 9 fosszilis nem tartozik:
- †Ferecetotherium
- †Helvicetus - meglehet, hogy nomen dubium
- †Idiophyseter R. Kellogg, 1925 - középső miocén; Kalifornia, USA
- †Idiorophus Kellogg, 1925 - kora-középső miocén; Olaszország
- †Orycterocetus Leidy, 1853 - miocén; Észak-Atlanti-óceán
- Physeter Linnaeus, 1758 - típusnem; kora pliocén-jelen; Világszerte
- †Physeterula Van Beneden, 1877 - miocén; Európa és USA
- †Placoziphius
- †Preaulophyseter
- †Scaldicetus du Bus, 1867 - kora miocén-középső pleisztocén; Európa, USA, Peru, Ausztrália, Japán

### Fordítás
- Ez a szócikk részben vagy egészben  a   Physeteroidea című angol Wikipédia-szócikk ezen változatának fordításán alapul.  Az eredeti cikk szerkesztőit annak laptörténete sorolja fel. Ez a jelzés csupán a megfogalmazás eredetét és a szerzői jogokat jelzi, nem szolgál a cikkben szereplő információk forrásmegjelöléseként.